# Спортивный дайвинг
Спортивный дайвинг — группа дисциплин подводного спорта.
Это достаточно молодое направление подводного спорта, но дисциплины спортивного дайвинга официально признаны в мире (Всемирной Конфедерацией подводной деятельности — CMAS) и в России, и занесены во Всероссийский реестр видов спорта. В России этим видом спорта занимается общероссийская общественная организация «Федерация подводного спорта России» (ФПСР).

## Описание дисциплин
Соревнования проводятся в дисциплинах:
Комбинированное плавание / Trial M (индивидуальное)Спортсмен должен максимально быстро пройти дистанцию, частично под водой с использованием автономного дыхательного аппарата (акваланга), частично по поверхности воды, используя дыхательную трубку.
Ночной дайвинг / Night divingСпортсмен должен в условиях отсутствия видимости максимально быстро собрать 3 груза, каждый весом 1 кг, размещенные в случайном порядке на некотором расстоянии от спускового конца. Отсутствие видимости создается за счет надевания на маску специального светонепроницаемого чехла.
Подъем груза / Emersion 6 кgСпортсмен должен максимально быстро доплыть до шести-килограммового груза, который размещен на дне бассейна в 25 метрах от линии старта, и поднять его на поверхность. Подъём груза осуществляется с помощью стандартного буя, момент появления буя с грузом на поверхности считается финишем.
Полоса препятствий / Obstacle course (командное)На 2 участника. Спортсмен должен максимально быстро пройти дистанцию, преодолевая препятствия и выполняя определённые упражнения, базирующиеся на навыках рекреационного дайвинга (снятие-надевание маски, дыхание из октопуса, снятие-надевание акваланга). При оценке результата учитывается время прохождения дистанции и чистота выполнения упражнений.
Брифинг / Briefing (командное)На 4-е участника.

## История
Соревнования с использованием акваланга проводились в разных странах ещё с 60-х годов 20-го века. Позднее[когда?] произошло отделение спортивных дисциплин от подводного плавания с аквалангом (дайвинга). Спорт стал развиваться в направлении достижения скорости. Акваланг заменили на баллон, который спортсмен держит в руках перед собой. А подводное плавание с аквалангом развивалось в направлении коммерческого и рекреационного дайвинга. Но клубные соревнования по дайвингу проводились во многих странах в качестве развлечения. В начале 21 века широко распространенный во всем мире рекреационный дайвинг вновь приобрел соревновательный аспект благодаря новым дисциплинам подводного спорта. Идея создания спортивной дисциплины, которая дала бы возможность дайверам безопасно соревноваться в своем мастерстве, созревала давно. В 2004 году Федерация подводного плавания Испании подала на рассмотрение в CMAS проект дисциплины Комбинированное плавание (Trial M), сочетающий в себе элементы дайвинга и плавания в ластах. Первые демонстрационные соревнования прошли в Сарагосе. В 2007 году Федерация подводного спорта России предложила проект соревнований, базирующихся на навыках рекреационного дайвинга.
В 2008 года дисциплины спортивного дайвинга были признаны официально.
- 2007 — начали проводить соревнования по дисциплинам Trial M и Obstacle course, а с 2012 года Night diving и Emersion 6 kg.
- 2004 — на Генеральной Ассамблее CMAS (Севилья, Испания) представлен проект новой дисциплины «Комбинированное плавание», объединяющей навыки скоростного плавания в ластах и рекреационного дайвинга
- 2007 — проведена демонстрация дисциплины «Комбинированное плавание» на Всемирных Играх CMAS (Бари, Италия)
- 2007 — Анна Аржанова представила CMAS проект дисциплины спортивного дайвинга «Полоса препятствий», дисциплина полностью базируется на навыках рекреационного дайвинга
- 2007 — Всемирная Конфедерация подводной деятельности (CMAS) официально приняла новые спортивные дисциплины:
- «Комбинированное плавание» (Trial M) «Полоса препятствий» (Obstacle Course)
- 2008 — Первые Международные соревнования по дайвингу (Хургада, Египет)
- 2008 — Вторые Международные соревнования по дайвингу (Москва, Россия)
- 2009 — Первый Кубок мира (Санкт-Петербург, Россия)
- 2010 — Первый Чемпионат Европы (Казань, Россия)[4]
- 2011 — Второй Кубок мира (Вальядолид, Испания)
- 2012 — Второй Чемпионат Европы (Пермь, Россия)[5]